# دوغلاس لونش
دوغلاس لونش (بالإنجليزية: Douglas Lynch)‏ هو سياسي باربادوسي، ولد في 1926، وتوفي في 12 أبريل 2016. انتخب عضو مجلس الشورى البريطاني.